# Чкадуа, Валерий Леварсович
Валерий Леварсович Чкадуа (27 июня 1947, Кутол, Абхазская АССР) — советский и абхазский композитор, этнограф, музыкальный педагог и музыковед

. Автор Государственного гимна Республики Абхазии и музыки первого абхазского балета «Рица».

## Биография
В юности увлекался боксом и снимал любительское кино.
В 1977 году окончил Тбилисскую государственную консерваторию.
Член Союза композиторов СССР (1978).
В 1980 закончил аспирантуру. Работал старшим методистом Дома народного творчества Абхазии (1980—1981), методистом по фольклору научно-методического центра Министерства культуры Абхазской АССР.
В 80-е живет и работает в Подольске. В 1993 вернется в Абхазию. Живет на Кодорском шоссе.
Член Союза композиторов Абхазии (1994). Член Ассоциации писателей Абхазии.
В 2018 году осужден на 20 лет лишения свободы в колонии строгого режима за педофилию.
8 октября 2018 года Гулрыпшский районный судом, под председательством судьи Эруладна Сангулия завершил рассмотрение уголовного дела и огласил вводную и резолютивную части обвинительного приговора в Отношении Валерия Чкадуа.
Чкадуа Валерий Леварсович обвинялся в совершении насильственных действий сексуального характера, изнасиловании и развратных действиях в отношении заведомо малолетних потерпевших, а также незаконном хранении и ношении боеприпасов.
Чкадуа признан виновным по всем пунктам и статьям обвинения и осужден к 20 годам лишения свободы с отбыванием наказания в исправительной колонии строгого режима.
Гражданский иск, заявленный потерпевшими, удовлетворен на сумму 600 000 рублей.

## Нетрадиционная медицина
В конце 80-х до осуждения занимается экстрасенсорной практикой.
В начале 90-х снимает в Переделкино дачу и занимается там лечебной практикой.

## Литературное творчество
Известен и как талантливый прозаик. Его художественные произведения публикуются в журнале «Аҟәа-Сухум», изданы отдельными книгами.

## Музыкальные сочинения
Музыкальной целостностью произведения, объединяющим началом лирики балета является широкое использование цепи лейтмотивов Рицы, её возлюбленного Лашупсы, темы любви, врага, роковой судьбы. Тему любви к Родине символизирует мелодия подлинных абхазских народных песен — «Песня о героях», «Песня ранения», «Походный».

## Критика
Владея приёмами классическими письма и современными средствами музыкальной выразительности, создал свой оригинальный стиль, представляющий синтез своеобразных ярко-эмоциональных мелодий с формами европейской музыки. Во многих эпизодах балета отдаёт дань экспрессионистской эстетике, используя острозвучащие политональные гармонии, неожиданные оркестровые эффекты. - Хашба М. М.

## Награды
- лауреат Государственной премии им. Д. Гулиа (2008)

## Избранная библиография
- Когда поле красиво. (Роман, рассказ, повесть). Сухум, 2011.[4]